# Стронцію ранелат
Стронцію ранелат (англ. Strontium ranelate, лат. Strontium ranelate) — лікарський препарат, що є стронцієвою сіллю ранелової кислоти, та застосовується перорально. Стронцію ранелат розроблений для медичного застосування і досліджувався в лабораторії французької компанії «Laboratoires Servier», та застосовується у клінічній практиці з 2003 року.

## Фармакологічні властивості
Стронцію ранелат є стронцієвою сіллю органічної ранелової кислоти. Механізм дії препарату полягає у стимулюванні розмноження попередників остеобластів і синтезу колагену в кістках, а також збільшує кількість безпосередньо кістки в культурі кісткової тканини. Також стронцію ранелат зменшує резорбцію кісткової тканини за рахунок зменшення диференціації остеокластів і зниження їх резорбційної активності, такий подвійний механізм дії призводить до збалансування обмінних процесів у кістковій тканині на користь остеогенезу та підвищує кісткову масу в трабекулах, а також збільшує кількість трабекул і їх товщину, а також збільшує міцність кістки; причому в кістковій тканині стронцій в основному адсорбується на поверхні кристалів апатиту, і тільки у незначній кількості замінює кальцій у кристалах апатиту у наново сформованій кістковій тканині. Оскільки стронцію ранелат має подвійну дію на формування і резорбцію кістки, то він має здатність покращувати мікроархітектоніку кістки. Стронцію ранелат має здатність також запобігати переломам кісток, як у постменопаузальному остеопорозі, так і в молодшому віці. Окрім цього, стронцію ранелат стимулює формування матриксу хряща як у здоровому, так і пошкодженому остеоартрозом суглобі без стимуляції резорбції хряща. Препарат також стимулює зростання кісток при переломах, причому зі зменшенням больового синдрому, а також має здатність знижувати больові відчуття при тривалому прийомі у хворих із остеохондрозом. Стронцію ранелат застосовується при остеопорозі для покращення обмінних процесів у кістках, та запобіганню переломів кісток, а також для покращення зростання кісток при переломах. При застосуванні препарату частота побічних ефектів є невисокою, найчастіше спостерігаються побічні ефекти з боку травної системи, головний біль і дерматит, проте зрідка спостерігались випадки виникнення остеонекрозу нижньої щелепи.

### Фармакокінетика
Стронцію ранелат відносно повільно всмоктується при пероральному застосуванні, максимальна концентрація препарату в крові досягається через 3—5 годин після прийому. Біодоступність стронцію ранелату складає 25 %. Стронцію ранелат погано (на 25 %) зв'язується з білками плазми крові, та має високу спорідненість з кістковою тканиною. Препарат не метаболізує, виводиться з організму як із сечею, так і з кало. Період напіввиведення стронцію ранелату складає в середньому 60 годин, немає даних про збільшення цього часу при порушеннях функції нирок або печінки.

## Покази до застосування
Стронцію ранелат застосовується для лікування тяжкого остеопорозу з високим ризиком виникнення переломів кісток, зокрема в жінок у посменопаузальному періоді та в дорослих чоловіків, за неможливості призначення іншої терапії.

## Побічна дія
При застосуванні стронцію ранелату побічні ефекти спостерігаються рідко, найчастішими з них є нудота, діарея, гастрит, головний біль, дерматит, підвищення в крові рівня креатинфосфокінази, зрідка спостерігаються випадки виникнення остеонекрозу нижньої щелепи. Серед інших побічних ефектів препарату найчастішими є:
- Алергічні реакції та з боку шкірних покривів — шкірний висип, кропив'янка, атопічний або алергічний дерматит, екзема, алопеція, синдром Стівенса-Джонсона, синдром Лаєлла, гіперреактивність бронхів, гарячка.
- З боку травної системи — блювання, гастроезофагеальний рефлюкс, біль у животі, метеоризм, сухість у роті, гепатит.
- З боку нервової системи та органів чуття — безсоння, сплутаність свідомості, втрата пам'яті, запаморочення, парестезії, судоми, вертиго.
- З боку серцево-судинної системи — інфаркт міокарда, венозна тромбоемболія.
- З боку системи крові — лімфоаденопатія. пригнічення функції кісткового мозку, еозинофілія.
- З боку скелетно-м'язової системи та сполучної тканини — спазми м'язів, артралгія, біль у кінцівках, периферичні набряки.

## Протипокази
Стронцію ранелат протипоказаний при застосуванні при підвищеній чутливості до препарату, венозній тромбоемболії, включаючи тромбоз глибоких вен та тромбоемболію легеневої артерії, при тимчасовій іммобілізації хворого, встановленій ішемічній хворобі серця (у тому числі в анамнезі), захворюваннях периферичних артерій, та цереброваскулярних захворюваннях, а також при неконтрольованій артеріальній гіпертензії.

## Форми випуску
Стронцію ранелат випускається у вигляді гранул для оральної суспензії в саше по 2 г.